# Olav Råstad
Olav Råstad (Harstad, 2 febbraio 1979) è un ex calciatore norvegese, di ruolo centrocampista.

## Carriera

### Giocatore

#### Club
Råstad iniziò la carriera professionistica con la maglia del Tromsø. Debuttò nella Tippeligaen in data 10 aprile 1999, sostituendo Gaute Helstrup nella sconfitta per quattro a zero in casa del Molde. Il 7 luglio dello stesso anno, arrivò il primo gol nella massima divisione norvegese: fu lui a siglare il gol del momentaneo tre a zero sul Vålerenga (John Carew portò poi il punteggio sul definitivo tre a uno).
Nel 2002, passò al Bodø/Glimt. Esordì con questa maglia il 14 aprile, giocando titolare nel pareggio per uno a uno in casa del Vålerenga. Il primo gol arrivò il 12 giugno dello stesso anno: fu uno dei marcatori del nove a zero inflitto al Narvik, in un match valido per l'edizione stagionale della Coppa di Norvegia.
Il 25 febbraio 2009 fu ufficiale il suo accordo con lo HamKam. Debuttò il 26 aprile, quando sostituì Jørgen Jalland nel successo per tre a zero sul Tromsdalen: fu proprio un gol di Råstad a fissare il punteggio sul risultato finale.
Il 21 dicembre 2009 passò allo Steinkjer.

#### Nazionale
Råstad giocò 19 partite per la Norvegia under 21, segnando 2 reti. Esordì il 22 febbraio 2000, nella vittoria per uno a zero sulla Finlandia under 21. Il 10 ottobre dello stesso anno, arrivò il primo gol: fu infatti autore di una rete nel tre a uno con cui la sua squadra superò l'Ucraina under 21.
Vestì anche la maglia della Selezione dei Sami, con cui vinse la Coppa del mondo VIVA 2006.

### Allenatore
Nel 2012, fu allenatore-giocatore dello Steinkjer, lasciando l'incarico a fine stagione.